# Gertruda z Helfty
Gertruda z Helfty, Święta Gertruda znana także jako Gertruda Wielka, niem. Gertrud von Helfta (ur. 6 stycznia 1256 w Turyngii, zm. 13 lub 17 listopada 1302 w Helfcie k. Eisleben) – mniszka cysterska, mistyczka, dziewica i święta Kościoła katolickiego.

## Życiorys
Gertruda urodziła się 6 stycznia 1256 roku w niemieckiej Turyngii. Prawdopodobnie została wcześnie sierotą. Została oddana do klasztoru benedyktynek w Helfcie koło Eisleben (powiat Mansfelder Land), w wieku 5 lat. Mimo oficjalnej nazwy ośrodek w Helfcie był kojarzony z cysterkami z powodu stosowanej reguły, nie podlegał jednak cysterskiej jurysdykcji. Poziom nauczania w opactwie był wysoki, toteż Gertruda uzyskała gruntowne wykształcenie humanistyczne i teologiczne. Szczególnie interesowała się literaturą i filozofią.
Widzenia świętej rozpoczęły się, gdy miała 26 lat. 27 stycznia 1281 roku przeżyła swoje mistyczne zaślubiny. Liczne objawienia i proroctwa spisała w książce Objawienia. Zaczęła czytać Pismo Święte, zgłębiała dzieła św. Augustyna, św. Grzegorza Wielkiego i św. Bernarda z Clairvaux. Chcąc być podobna do Jezusa umartwiała się oraz zadawała sobie rozmaite pokuty. Zmarła mając 46 lat.

## Dzieła
Gertruda zostawiła po sobie pisma, m.in. Ćwiczenia duchowe, Modlitwy oraz Listy. Zredagowała także księgę swojej mistrzyni Mechtyldy z Hackeborn. Obie mistyczki były często mylnie uważane za rodzeństwo, gdyż ta ostatnia była młodszą siostrą Gertrudy z Hackeborn.

## Patronat
Święta Gertruda jest patronką parafii i kościołów, m.in. archikatedry i diecezji utrechckiej, starokatolickiej parafii św. Gertrudy w Utrechcie w Holandii, kościoła w Krakowie i Tarnobrzegu oraz drugą patronką diecezji magdeburskiej w Niemczech.
Jest również patronką Peru w Ameryce Południowej i Tarragony w Hiszpanii.

## Kult
Kult świętej, na prośbę króla polskiego Augusta II Mocnego, rozciągnął na cały Kościół Klemens XII w 1732 roku.
Dzień obchodów
Jej wspomnienie liturgiczne obchodzone jest w Kościele katolickim 16 listopada.
W zakonach cystersów, trapistów i niemieckojęzycznych rejonach dzień pamięci przypada 17 listopada.
Relikwie
Jej relikwie zostały zniszczone w 1346 roku.
Ikonografia
W ikonografii przedstawiana jest w stroju ksieni, z krzyżem lub pastorałem w ręku, mimo że Gertruda nigdy tego urzędu ani godności nie piastowała. Jest to wynik częstego mylenia mniszki z żyjącą w tamtym czasie Gertrudą z Hackebornu, ksienią klasztoru w Helfcie.
Atrybutami są: Serce Jezusowe, książka, krzyż.